# 순성면
순성면(順城面)은 대한민국 충청남도 당진시의 면이다.

## 행정 구역
- 갈산리(葛山里)
- 광천리(光川里)
- 나산리(羅山里)
- 백석리(白石里)
- 본리(本里)
- 봉소리(鳳巢里)
- 성북리(城北里)
- 아찬리(阿贊里)
- 양유리(楊柳里)
- 옥호리(玉湖里)
- 중방리(中方里)